# Trattato di Stettino (1630)
Il Trattato di Stettino del 1630 (in svedese Fördraget i Stettin e in tedesco Stettiner Allianz) fu la cornice giuridica nella quale venne inquadrata l'occupazione svedese della Pomerania nel corso della guerra dei trent'anni. Conclusosi il 25 agosto (secondo il calendario giuliano) o il 4 settembre 1630 (secondo il calendario gregoriano), esso venne predatato al 10 (calendario giuliano) o al 20 luglio 1630 (calendario gregoriano), data dello sbarco svedese.
Gli Svedesi assunsero il controllo militare, ed usarono la testa di ponte in Pomerania per le campagne militari nella Germania centrale e meridionale. Dopo la morte dell'ultimo duca di Pomerania Boghislao XIV, avvenuta nel 1637, forze armate del Sacro Romano Impero invasero la Pomerania per imporre la successione del Brandeburgo, ma furono sconfitte dagli svedesi nelle battaglie che ne conseguirono. Una parte della nobiltà della Pomerania aveva cambiato campo e sostenute le ragioni del Brandeburgo. Con la fine della guerra il trattato fu superato dalla pace di Vestfalia (1648) e dal conseguente Trattato di Stettino del 1653, quando la Pomerania venne divisa in due parti: la Pomerania Occidentale, in mano alla Svezia, quindi Pomerania svedese, e la Pomerania Orientale, provincia del regno prussiano-brandeburghese.

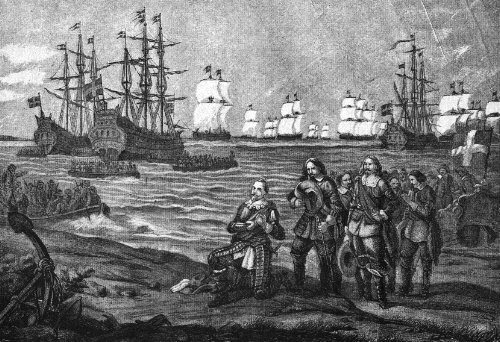
Gustavo II Adolfo di Svezia sbarca in Pomerania

## Antefatti
A seguito della capitolazione di Franzburg del 1627, il ducato di Pomerania fu occupato dalle forze dell'imperatore Ferdinando II, comandate da Albrecht von Wallenstein. L'intervento svedese nella guerra dei trent'anni iniziò con il sostegno militare attivo alla città di Stralsund, un porto della Lega anseatica, che fin dalla battaglia di Stralsund del 1628, con l'aiuto danese e svedese resistette con successo al tentativo di occupazione da parte degl'imperiali. Svezia e città di Stralsund stipularono un'alleanza di durata ventennale. Le campagne danesi in Pomerania ed altre parti dell'impero terminarono con la battaglia di Wolgast nel 1628, seguita dal trattato di Lubecca del 1629. Con la sola eccezione di Stralsund, tutta la Germania settentrionale fu occupata da forze imperiali e della Lega cattolica. Nel 1629 l'imperatore iniziò la ri-cattolicizzazione dei territori protestanti con l'Editto di Restituzione.
La tregua di Altmark pose fine alla guerra fra Polonia e Svezia dal 1626 al 1629 nel settembre del 1629, liberando le risorse belliche necessarie ad un'invasione del Sacro Romano Impero. I piani di Gustavo Adolfo per tale intervento erano stati approvati da una commissione del Riksdag già nell'inverno 1627-28 e l'approvazione definitiva del Riksråd seguì nel gennaio del 1629.
Il 26 giugno (calendario giuliano) o 6 luglio (calendario gregoriano) 1630, Gustavo Adolfo di Svezia, con una flotta di 27 navi, giunse nell'isola di Usedom e sbarcò presso Peenemünde con 13.000 soldati (10.000 fanti e 3.000 cavalieri su tredici navi da trasporto). Il nucleo della forza d'invasione consisteva in contadini addestrati, reclutati nell'esercito svedese a seguito della riforma militare di Gustavo Adolfo del 1623. Il fianco occidentale della forza d'invasione era sgombro da Stralsund, che serviva come base per le forze che avrebbero liberato Rügen, e la terraferma vicina dal 29 marzo fino a giugno del 1630.
Le motivazioni ufficiali dell'invasione, da parte svedese, erano:
- L'esclusione della Svezia dal Trattato di Lubecca del 1629;
- Il sostegno imperiale alla Polonia nel corso della Guerra fra Polonia e Svezia del 1626–1629;
- La liberazione del protestantesimo tedesco;[22]
- Ripristino della libertà in Germania.[22]

Il contingente militare svedese sbarcato affrontò le forze imperiali di occupazione di Albrecht von Wallenstein in Pomerania, guidate da Torquato Conti.
Gran parte dell'esercito imperiale era stato reclutato forzosamente in Italia e quindi aveva scarsa volontà di reazione. Wallenstein, che due anni prima aveva sconfitto le forze danesi nel medesimo luogo (battaglia di Wolgast), stava per essere licenziato. Il 9 luglio forze svedesi conquistarono Stettino, ma in tutto il 1630 si accontentarono di stabilirsi nell'estuario dell'Oder.

## Il trattato e le sue correzioni

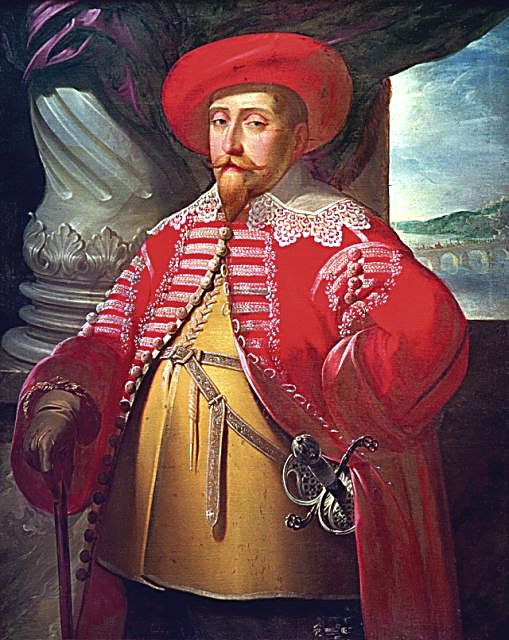
Gustavo II Adolfo di Svezia.

La prima bozza di un'alleanza pomerano-svedese, cui i consiglieri del ducato di Pomerania avevano lavorato fin dal 20 luglio 1630 (calendario gregoriano), fu respinta da Gustavo Adolfo. Una seconda bozza con le correzioni volute dagli svedesi fu rinviata al consiglio pomerano. Il 22 agosto ebbero inizio le trattative ufficiali fra Svezia e Pomerania, cui dal 1º settembre prese parte lo stesso monarca svedese. La parte finale dei negoziati fu stilata fra il 2 ed il 4 settembre ma l'accordo era stato già raggiunto il 25 agosto (secondo il calendario giuliano o il 4 settembre, secondo il calendario gregoriano) ma venne pre-datato al 10 (calendario giuliano) o al 20 luglio (calendario gregoriano).
L'alleanza fu definita "perpetua". Il trattato comprendeva anche l'alleanza del 1628 con la città di Stralsund, che era stata conclusa mentre la città resisteva alla Capitolazione di Franzburg e stava per essere assediata dalle truppe del Wallenstein. Successivi trattati furono la Costituzione difensiva della Pomerania del 30 agosto 1630 (calendario giuliano) e l'Ordine di acquartieramento del 1631. Al re di Svezia ed agli ufficiali svedesi di alto grado fu affidato il controllo assoluto sulle questioni militari del ducato, mentre il potere civile e quello religioso rimasero al duca, ai nobili ed alle città. Anche la politica estera del ducato era nelle mani della corona svedese.
I trattati collaterali di emendamento furono necessari poiché la nobiltà pomerana aveva insistito per un avvicendamento agli svedesi nel controllo del ducato, indipendentemente dall'alleanza di quest'ultimo con la Svezia.
Il contributo annuo della Pomerania indicato nei trattati ammontava a 100.000 talleri. Inoltre la Pomerania doveva assicurare i rifornimenti a quattro guarnigioni svedesi.

## L'alleanza

### L'attuazione in Pomerania

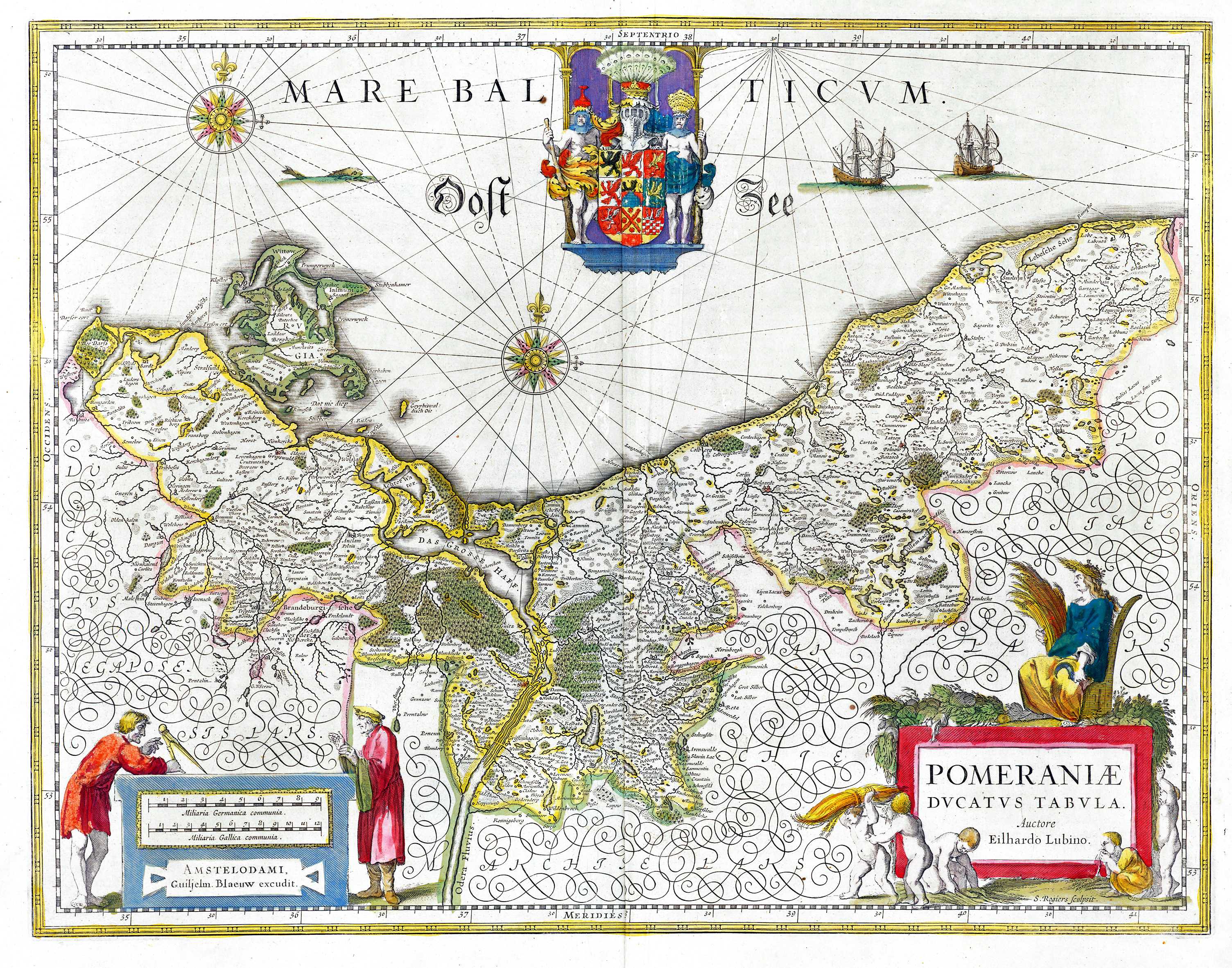
Il Ducato di Pomerania nel 1635

Quando Boghislao XIV di Pomerania ebbe concluso l'alleanza, scrisse immediatamente una lettera all'imperatore Ferdinando II, che fra l'altro così recitava:
«Questa unione non è diretta contro sua maestà l'Imperatore o l'Impero, ma è piuttosto volta a mantenere l'Impero nel suo antico stato di libertà e tranquillità e così proteggere le tradizioni religiose secolari contro I saccheggi e le violazioni alla pace pubblica, e quindi non solo a lasciare intatti i rapporti che legano noi, Boghislao XIV [...] a Sua Maestà Imperiale Romana [...] ma anche a preservare i nostri doveri giuridici e le obbligazioni verso la medesima.»
Boghislao XIV poi biasimò le «…crudeltà e le barbarie delle truppe imperiali…», che non gli avevano lasciato altra scelta.
Ferdinando II non perdonò Boghislao XIV e le forze imperiali di occupazione in Pomerania ricevettero istruzioni affinché agissero ancor più duramente. In conseguenza di ciò furono condotte frequenti incursioni, paesi e fabbricati furono dati alle fiamme e la popolazione angariata. Le atrocità commesse dalle truppe imperiali furono uno dei motivi che spinsero la popolazione della Pomerania a sostenere la Svezia. Un altro motivo era quello che in Svezia non esisteva servitù rurale, al contrario di quanto succedeva in Pomerania, e quindi i contadini pomerani avevano un'immagine positiva dei soldati svedesi, che erano in effetti anche loro contadini, ma in armi.
Con i suddetti trattati, la Svezia incorporò il ducato di Pomerania nel suo sistema di arruolamento militare, portando il ducato alla triplicazione delle proprie forze militari nel breve periodo.
Nel 1630 Carl Banér divenne legato svedese a Stettino, cui successe nel 1631 Steno o Sten Svantesson Bielke, che nel 1630 era stato comandante svedese a Stralsund.
Dalla testa di ponte dell'estuario del fiume Oder, le forze svedesi sgombrarono il ducato di Pomerania dalle forze imperiali nel 1631. Le città pomerane di Gartz (Oder) e Greifenhagen (oggi Gryfino), entrambe a sud di Stettino, furono attaccate fra il 5 ed il 7 gennaio 1631. Le forze di occupazione imperiali avevano stabilito le loro difese nelle due città fin dal 4 e 7 giugno dell'anno precedente. Con la conquista di queste due città gli svedesi furono in grado di avanzare ulteriormente a sud nel Brandeburgo e ad ovest nella Pomerania Occidentale e nel Meclemburgo.
L'ultima piazzaforte imperiale principale in Pomerania era Greifswald, che fu posta sotto assedio dagli svedesi fin dal 12 giugno 1631. Quando il comandante imperiale Perusi fu ucciso da una pallottola durante un'incursione, la guarnigione imperiale si arrese (16 giugno). Gustavo II Adolfo di Svezia rientrò dal Brandeburgo per sovrintendere all'assedio ed al suo arrivo ricevette l'omaggio dell'università per la liberazione della città. Il sostegno alla Svezia da parte dei contadini non venne meno neppure quando essi vennero mobilitati e reclutati per lavori di fortificazioni militari. Una situazione diversa emerse nelle città, ove i cittadini erano spesso in conflitto con le guarnigione. Nonostante che il re svedese avesse emesso numerosi decreti che disciplinavano e limitavano i rapporti fra soldati e cittadini, non calarono i tumulti contro una soldatesca indisciplinata già nel 1632. Le città più grandi si rifiutavano di soddisfare le richieste dei militari svedesi.
| Grandi fortezze (Hauptfestungen) | Grandi fortezze (Hauptfestungen) | Piccole fortezze (Kleine Festungen) | Piccole fortezze (Kleine Festungen) | Baluardi maggiori (Schanze)                 | Baluardi maggiori (Schanze)  |
| Città | Soldati in servizio nel 1630     | Città                               | Soldati in servizio nel 1630        | Città                                       | Soldati in servizio nel 1630 |
| --- | -------------------------------- | ----------------------------------- | ----------------------------------- | ------------------------------------------- | ---------------------------- |
| Stettino (oggi Szczecin) | 4.230                            | Anklam                              | 400                                 | Brandshagen (Oggi parte di Sundhagen)       | nd                           |
| Stralsund | 3.130                            | Damm (oggi Dąbie)                   | 280                                 | Damgarten (oggi parte di Ribnitz-Damgarten) | nd                           |
| |                                  | Demmin                              | 830                                 | Peenemünde                                  | nd                           |
| Greifswald | (presa nel giugno 1631)          | Neue Fähr (Rügen)                   | nd                                  |                                             |                              |
| Kolberg (oggi Kołobrzeg) | 1.000                            | Tribsees                            | nd                                  |                                             |                              |
| Wolgast | 990                              | Wieck (oggi parte di Greifswald)    | 1.050                               |                                             |                              |
| Wollin (oggi Wolin) | nd                               |                                     |                                     |                                             |                              |
| Dati da: Langer 2003, pp. 397-398, citando l'amministrazione militare svedese del tempo nd: Dati non citati. Il numero delle unità nei baluardi era variabile. Langer 2003, p. 397. |                                  |                                     |                                     |                                             |                              |

### Testa di ponte per l'intervento svedese nel Sacro Romano Impero
Quando Gustavo Adolfo sbarcò in Pomerania la nobiltà protestante tedesca considerò il suo intervento con diffidenza. Nell'aprile del 1631, nel corso di un incontro a Lipsia, i nobili tedeschi optarono per un terzo fronte creato da loro stessi, e, con la sola eccezione del Magdeburgo, che era già alleato degli svedesi dal 1º agosto del 1630, non si schierarono dalla parte degli Svedesi. Nella strategia svedese il Magdeburgo doveva essere la scintilla che avrebbe acceso una "ribellione universale in Germania", ma questa strategia fallì fin dall'inizio.
Agli inizi del 1631 le forze svedesi avanzarono nel territorio brandeburghese. Il 23 gennaio 1631 gli Svedesi conclusero un'alleanza con la Francia a Bärwalde (trattato di Bärwalde). Le brandenburghesi Francoforte sull'Oder e Landsberg (Warthe) (oggi Gorzów) furono conquistate rispettivamente il 15 ed il 23 aprile.
Di conseguenza il Brandeburgo fu costretto a trattare con gli svedesi il 14 maggio, 20 giugno e 10 settembre 1631. Mentre questi trattati costrinsero Giorgio Guglielmo, Elettore di Brandeburgo a trasferire il controllo militare del Brandeburgo alla Svezia, egli si rifiutò di stipulare con quest'ultima un trattato di alleanza.
La Svezia non fu in grado di sostenere il Magdeburgo e nell'estate del 1631 la città fu occupata e saccheggiata dalle truppe di Johann Tserclaes, conte di Tilly ed allorché un incendio ebbe distrutto ciò che rimaneva della città e 20.000 abitanti erano periti nelle fiamme, lo scetticismo dei protestanti si trasformò in sostegno al re svedese. Quando Tilly attaccò l'Elettorato di Sassonia, i sassoni unirono il loro esercito a quello svedese e le forze combinate dei due sconfissero Tilly nella Battaglia di Breitenfeld. Questa sconfitta patita unitamente dagli imperiali e dalle forze della Lega cattolica di Germania consentì agli svedesi di penetrare in profondità nella Germania centrale e meridionale.

### Dopo la morte di Gustavo Adolfo

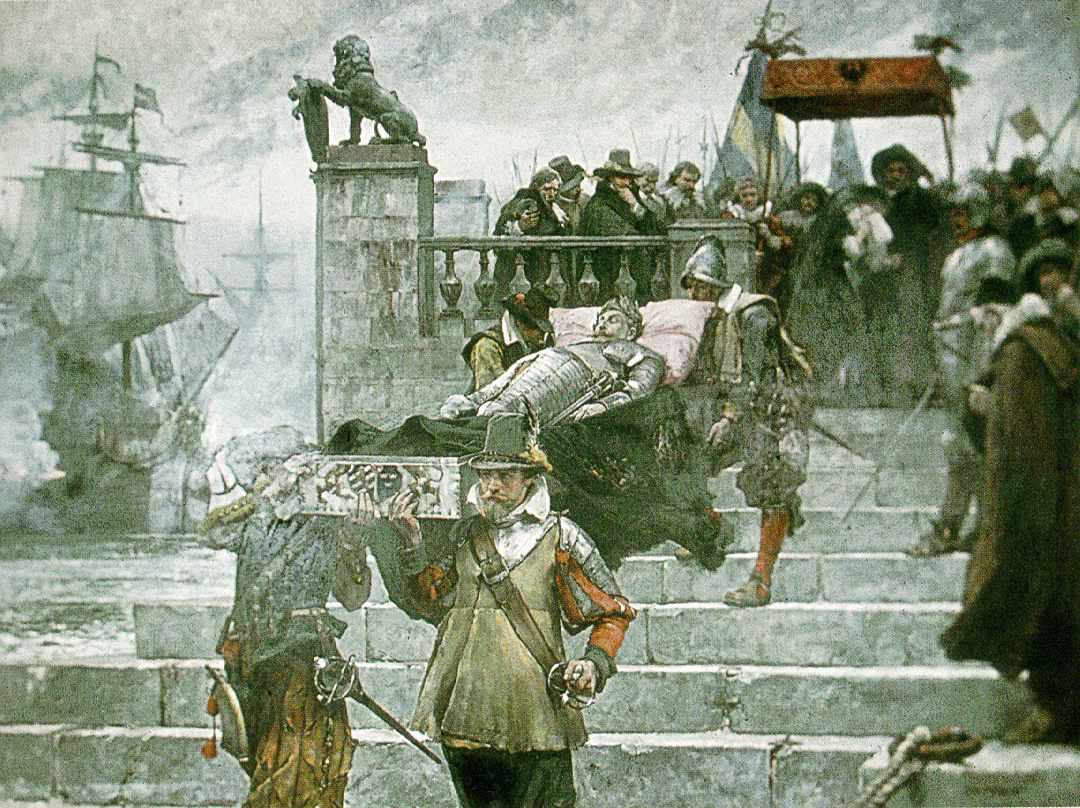
Il corpo di Gustavo Adolfo a Wolgast di passaggio per la Svezia, 1633. Dipinto di Carl Gustaf Hellqvist.

Gustavo Adolfo rimase ucciso nella Battaglia di Lützen del 6 novembre 1632.Giorgio Guglielmo, Elettore del Brandenburgo propose nel maggio dell'anno successivo la sua adesione all'alleanza di Stettino in cambio di una sua partecipazione alla successione in Pomerania. Boghislao XIV di Pomerania, il più autorevole membro del casato di Pomerania, aveva subito in attacco cardiaco già in aprile 1631. Gli svedesi non approvarono la proposta del brandeburghese ma nemmeno la respinsero.
Il 19 novembre 1634 "Statuto di governo" riformò l'amministrazione del ducato di Pomerania. I due governi di Wolgast e Stettino, nati dalla spartizione del ducato nel 1569, erano già stati unificati il 18 marzo di quell'anno. Il nuovo statuto riformò questo governo con l'istituzione di un proconsole, un presidente e sette membri.
Dopo che gli svedesi accusarono la loro prima dura sconfitta nella Battaglia di Nördlingen del 1634, l'imperatore Ferdinando II e numerosi stati protestanti stipularono nel maggio del 1635 la Pace di Praga. I Calvinisti brandeburghesi erano riluttanti a sottoscrivere il trattato poiché, a parte l'abolizione dell'Editto di Restituzione, la tolleranza del calvinismo non era citata. Per convincere il Brandeburgo a firmare, gli svedesi e Ferdinando II promisero in cambio la successione del Brandeburgo nel Ducato di Pomerania.
Un'altra conseguenza della sconfitta svedese a Nördlingen fu che gran parte dell'esercito svedese, comprese migliaia di feriti, si ritirarono in Pomerania inseguiti dalle forze imperiali, che entrarono nel ducato nel 1636. Il rigsråd prese in considerazione l'abbandono della Pomerania, eccetto la città di Stralsund. Sia le atrocità commesse dai soldati svedesi che i contributi pagati dalla Pomerania raggiunsero il loro picco negli anni seguenti. Sia gli svedesi che le truppe mercenarie imperiali, a corto di rifornimenti, costrinsero la popolazione locale a rifornirli. Nel 1637 fu emesso un "Trattato di capitolazione" che citava "irruzioni" e "insolenze" da parte dei militari, e prescriveva severe sanzioni contro i comportamenti violenti dei soldati. Il 24 febbraio del 1637 i consiglieri della Pomerania decisero che lo "Statuto di governo" del 1634 doveva restare in vigore anche in caso di decesso del duca, il che fu accettato dagli svedesi ma non dal Brandeburgo.

### La morte di Boghislao XIV: il confronto con il Brandenburgo

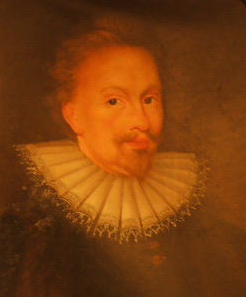
Sten Svantesson Bielke.

Il 10 marzo 1637 Boghislao XIV morì senza eredi. Il legato svedese Sten Svantesson Bielke l'11 marzo suggerì al consiglio di Pomerania di aderire all'Alleanza di Stettino e di respingere qualunque interferenza da parte del Brandeburgo. Giorgio Guglielmo, Elettore di Brandeburgo a sua volta scrisse a Cristina di Svezia il 14 marzo di rispettare il suo diritto alla successione nel ducato di Pomerania sulla base dei trattati di Pyritz (1493) e di Grimnitz (1529), sui quali l'alleanza non aveva alcuna influenza. Lettere simili furono inviate a Bielke ed al maresciallo di campo svedese Carl Gustaf Wrangel. Nello stesso giorno un corriere giunse a Stettino con un ordine di cattura per l'Elettore che venne immediatamente incarcerato da Bielke e minacciato di morte per impiccagione.

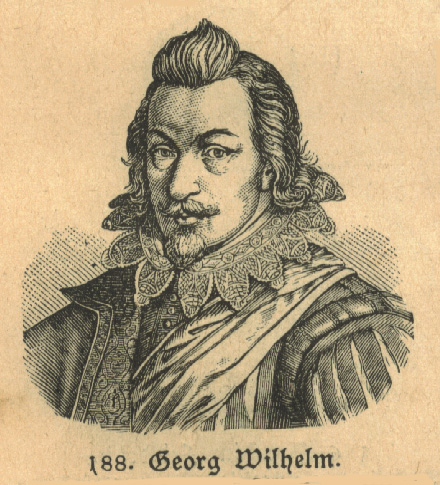
Giorgio Guglielmo, Elettore del Brandeburgo, cognato di Gustavo Adolfo.

Il 19 marzo 1637 una delegazione di nobili pomerani chiese all'elettore di sospendere le sue richieste fino a che non fosse stato raggiunto un accordo fra Svezia e Brandeburgo, ma l'elettore rifiutò e Bielke il 24 marzo respinse ogni negoziato con quest'ultimo. Mentre Bielke chiariva il 3 aprile, che egli faceva ciò non per una sfida alle richieste del Brandeburgo, ma piuttosto a causa del disprezzo dei brandeburghesi per le richieste svedesi, Wrangel respinse definitivamente il 12 aprile ogni pretesa del Brandeburgo e consigliò la nobiltà pomerana di rimanere fedele alla Svezia. Giorgio Guglielmo reagì il 28 aprile, rinnovando le sue pretese del 14 marzo e minacciando un intervento imperiale. Ferdinando II emise un'ordinanza che confermava la successione brandeburghese sul ducato di Pomerania e Giorgio Guglielmo un'altra simile il 22 maggio. I pomerani tennero un'assemblea a Landtag fra il 7 ed il 29 giugno, nella quale Bielke e la nobiltà concordarono sulla resistenza alla incombente minaccia di occupazione da parte del Brandeburgo.
Nell'agosto 1637 un'armata imperiale al comando di Mattia Galasso mosse verso la frontiera della Pomerania con il Meclemburgo e le forze svedesi si concentrarono dalla parte della Pomerania. Mentre Gallas si ritirava a fine ottobre, un esercito imperiale agli ordini di von Bredow incrociava nella Pomerania occidentale nei giorni 24 e 25 ottobre occupando Tribsees, Loitz, Wolgast and Demmin.
La nobiltà dei distretti meridionali della Pomerania cambiò alleato e il 25 novembre i nobili resero omaggio all'Elettore di Brandeburgo, mentre molti nobili dei distretti orientali di Stolp e Schlawe incontrarono l'ambasciatore dell'Elettore a Danzica ed ottennero il permesso di rientrare nella Prussia orientale il 1º gennaio 1638. Nello stesso mese l'imperatore Ferdinando II concesse il ducato di Pomerania in feudo al Brandeburgo, il che venne accettato dalla nobiltà il 16 gennaio ed il governo della Pomerania si dimise in marzo.

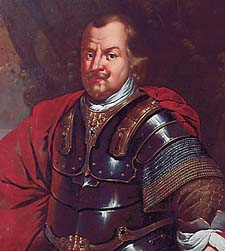
Johan Banér.

Il 3 aprile 1638 il rigsråd svedese discusse la situazione e decise di occupare il ducato. Il 2 maggio Axel Lillje e Johann Lilljehök furono nominati governatori svedesi della Pomerania, con poteri principalmente militari, e molti altri funzionari furono incaricati di amministrare il ducato. Johan Nicodemi Lilleström fu incaricato di redigere un piano per l'integrazione finale della Pomerania nell'impero svedese.
Il 28 luglio 1638 il maresciallo svedese Johan Banér dalla Pomerania Orientale attaccò le forze imperiali nella Pomerania occidentale e la guerra che ne seguì devastò il ducato; per la fine dell'anno Banér fu nominato Governatore generale dell'intero ducato.
Sebbene il Brandeburgo avesse preparato militarmente la riconquista fra il 1639 ed il 1641, non riuscì nel suo intento né i tentativi della Svezia e della nobiltà pomerana di ristabilire un governo civile ebbero successo.
Il 14 luglio 1641 Svezia e Brandenburgo concordarono una tregua ma i negoziati successivi del febbraio 1642 e dell'aprile 1643 non portarono ad alcun accordo.
Fra il 1º ed il 7 settembre 1643 le forze imperiali, al comando di von Krockow, invasero il ducato di Pomerania ed occuparono la Pomerania Orientale. Le forze svedesi di Hans Christoff von Königsmarck attaccarono Krockow il 1º ottobre e la battaglia durò fino al 12 novembre, quando Krockow si ritirò, inseguito dalle forze di Königsmarck.

## Conseguenze

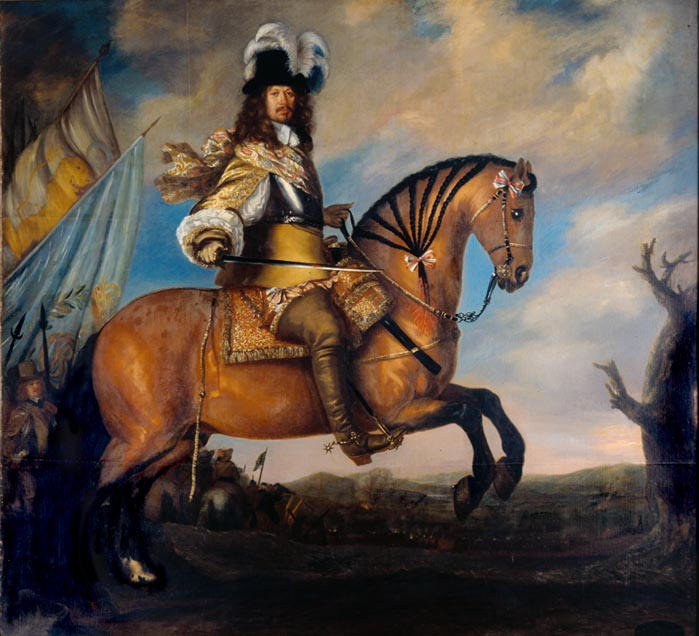
Carl Gustaf Wrangel.

Quando i colloqui di pace iniziarono ad Osnabrück per concludere la guerra dei trent'anni, una delegazione pomerana fu presente all'inizio del 1644 e dall'ottobre del 1645 fino all'agosto del 1647. Stralsund aveva inviato suoi delegati ed il rimanente del ducato era rappresento da Eickstedt e Runge, accreditati sia dalla Svezia che dal Brandeburgo.
Il 3 agosto la delegazione di Giorgio Guglielmo di Brandeburgo iniziò i negoziati con gli svedesi per la spartizione del ducato di Pomerania. Mentre i nobili pomerani in ottobre respingevano la spartizione sollecitando il Brandeburgo a cercare soluzioni alternative, essa fu conclusa definitivamente il 28 gennaio 1647 in Osnabrück, e il 24 ottobre 1648 fu inclusa nella pace di Vestfalia: la Pomerania Occidentale rimase alla Svezia (per questo prese il nome di Pomerania svedese) mentre la Pomerania Orientale divenne un feudo del Brandeburgo.
Il maresciallo svedese Carl Gustaf Wrangel fu nominato Governatore della Pomerania nel 1648. Dopo il trattato di pace gli svedesi smobilizzarono le loro forze armate in Pomerania, tenendovi solo un contingente fra 2.000 e 4.000 uomini.
I negoziati fra svedesi e brandeburghesi sui confini definitivi iniziarono nei primi del 1650, e si conclusero con il Trattato di Stettino del 1653, che il 4 maggio 1653 stabilì definitivamente la frontiera fra i due stati.
Boghislao XIV trovò la sua sepoltura finale a Stettino il 25 maggio 1654.